# Manoir de Kerbridou
Le manoir de Kerbridou est situé à Plouaret en France.

## Localisation
Le manoir est situé sur la commune de Plouaret dans le département des Côtes-d'Armor, dans la région Bretagne.

## Description
Le manoir est de forme rectangulaire avec tour d'escalier carrée saillante. L'ensemble est constitué par une chapelle, un puits et des dépendances. La tour carrée, son appentis arrière, la mise en œuvre en pierre de taille de granite permettent de dater l´édifice actuel. Il pourrait remonter aux alentours de 1500 avec des éléments actualisés dans les années 1560-1570. La tour arrière avec ses faux mâchicoulis est d'inspiration du Moyen Âge ainsi que la pièce haute à laquelle on accède par un escalier à vis. La porte en arc en plein cintre est surmontée d'une archivolte encadrée de pilastres. À proximité du logis s'élève la chapelle,,.

## Historique
Le manoir a été fondé par la famille Prigent, seigneur de Kervézec, paroisse de Plougasnou ; seigneur de Kerbridou, paroisse de Plouaret de Kerdinam. Le manoir a été dessiné en 1935 par Henri Frotier de La Messelière.
Il est inscrit partiellement au titre des monuments historiques par arrêté du 9 octobre 1964.

## Protection
Éléments protégés : les façades, toitures et souches de cheminées.

## Galerie

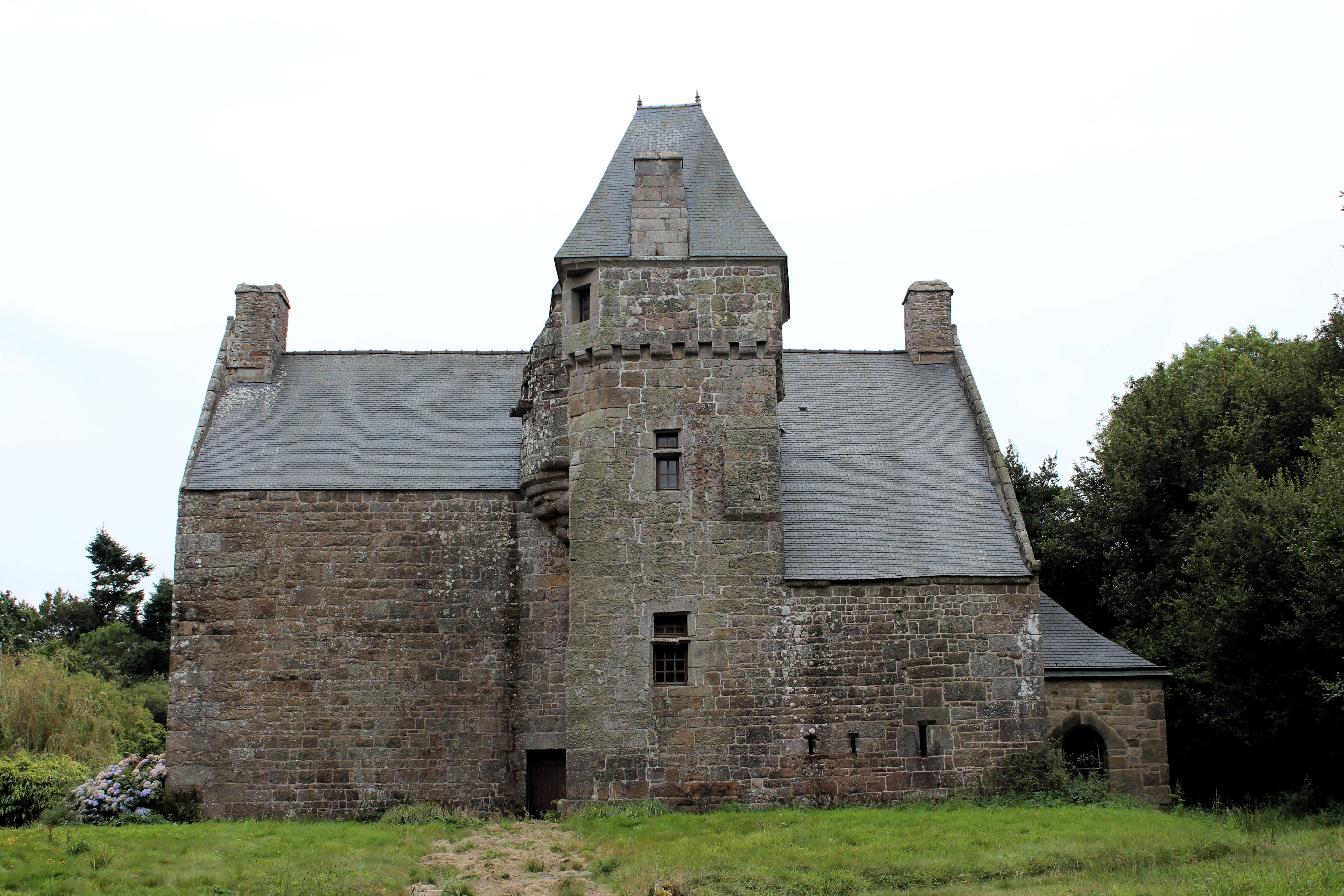
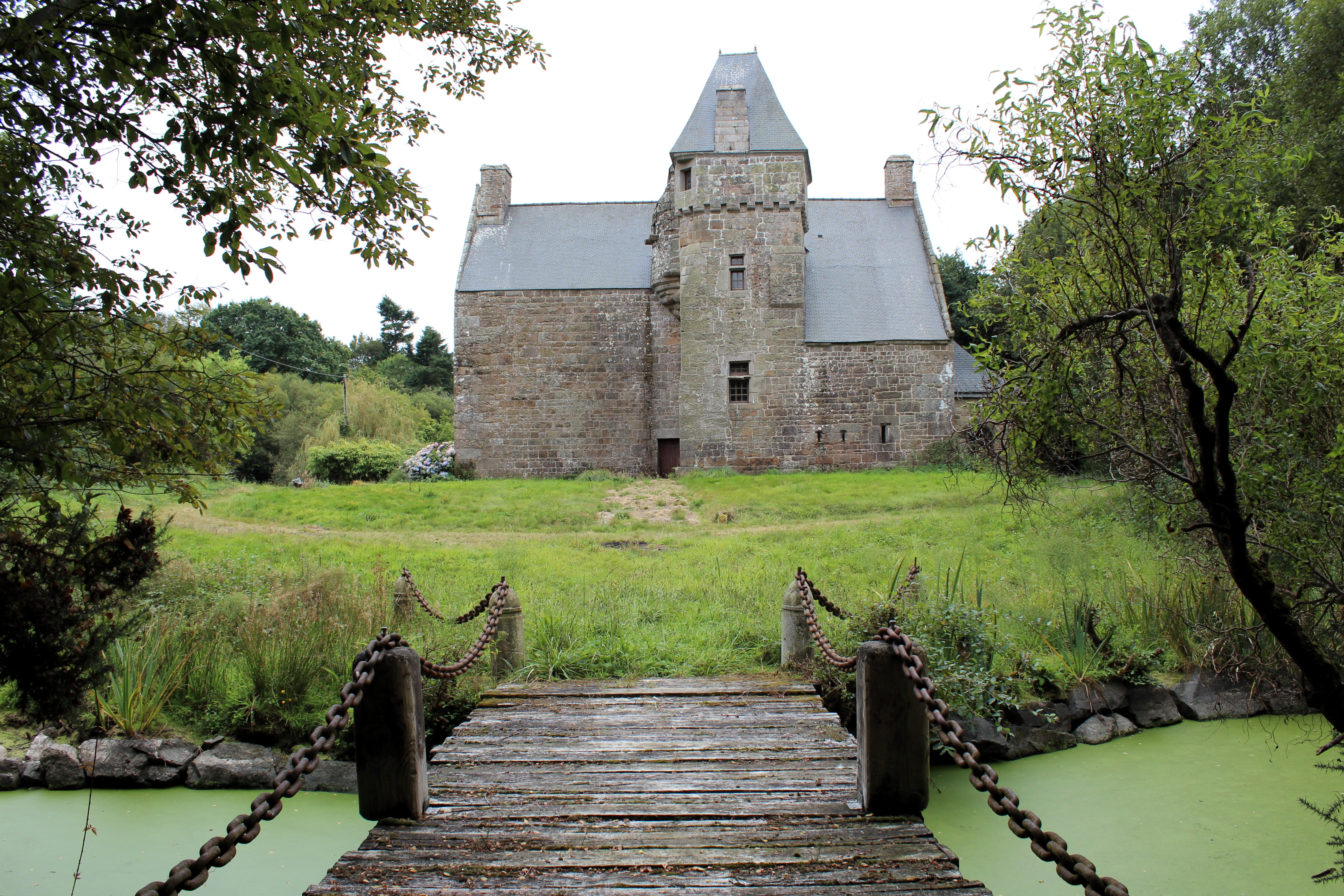